# ورزشگاه آتلانت
ورزشگاه آتلانت (به لاتین: Atlant Stadium) یک ورزشگاه فوتبال در بلاروس است که در منطقه ویتبسک واقع شده‌است.